# العناصر المفردة للعمارة

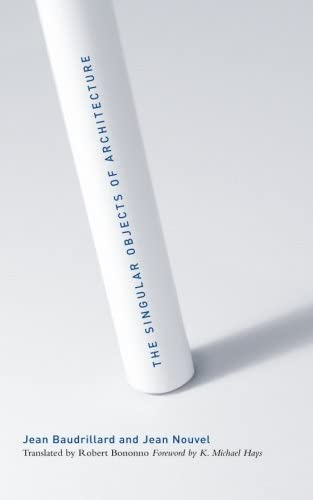
غلاف الكتاب

العناصر المفردة للعمارة هو كتاب من تأليف الفيلسوف الفرنسي جاان بودريار. وهو يتألف من محادثتين أجراهما مع المهندس المعماري الفرنسي جان نوفيل في عام 1997. في هذا الكتاب، يتناول بودريلارد قضايا أساسية مثل السياسة والهوية والجماليات، ويستكشف إمكانيات العمارة الحديثة ومستقبل حياتنا الحديثة.
يهدف الكتاب، الذي يطور أفكارًا فلسفية جديدة تتعلق بالهندسة المعمارية، إلى سد الفجوة بين النظرية المعمارية والفلسفة.
نُشرت العناصر المعمارية الفردية في الأصل باللغة الفرنسية، ولكن منذ ذلك الحين تُرجمت إلى العديد من اللغات بما في ذلك الإنجليزية والألمانية والإيطالية والإسبانية والتركية والعربية.